# Mariam
Mariam er et arabisk kvindenavn. Navnet har flere alternative skrivemåder i forskskellige lande, som Mirjam, Mariam, Maryam, Miriam og Miryam. 
Navnet Mariam er en form for navnet Mary eller Maria. Man er ikke sikker på betydning af navnet, men man mener at navnet kan betyde "den elskede". Navnet er meget kendt i muslimske lande. I lande som Afghanistan og Iran er Mariam også navnet på planten tuberose.
Mirjam anses for hebraisk; navnet på Moses' søster. Den græske variant af navnet er Maria.